# أوزوالد ساندرسون
أوزوالد ساندرسون (بالإنجليزية: Oswald Sanderson)‏ هو شخصية أعمال أمريكي، (و. 1836  م).